# Щербаков, Борис Васильевич
Бори́с Васи́льевич Щербако́в (род. 11 декабря 1949, Ленинград) — советский и российский актёр театра и кино, телеведущий; народный артист Российской Федерации (1994), лауреат Государственной премии СССР (1985).

## Биография

### Предки
Щербаковы происходят из деревни Дубище (сейчас — Невельский район Псковской области. 25 апреля (8 мая) 1904 года дед актёра, Захарий Афанасьевич Щербаков (1880—1917), обвенчался в Троицкой церкви на Васильевском острове с 21-летней Евдокией Ивановной из деревни Слугино (сейчас — Старорусский район Новгородской области). В дальнейшем Щербаковы были прихожанами этой церкви, здесь были крещены их сыновья — Николай (1908), Дмитрий (1912), Петр (род. и ум. 1914) и Василий. 
Отец актёра, Василий Захарович Щербаков, родился на Васильевском острове 18 февраля (3 марта) 1916 года. В годы Великой Отечественной войны служил в 1-м пограничном полку войск НКВД в Карелии, был ранен, награждён медалью «За отвагу».

### Ранние годы
Борис Щербаков родился в Ленинграде на Васильевском острове 11 декабря 1949 года в семье шофёра и работницы завода. «Папа возил хлеб в Ленинград, а мама работала на „Дороге жизни“ регулировщицей. Однажды папина полуторка провалилась под лёд и начала тонуть, и мама его вытащила — спасла жизнь. Так они познакомились».
Семья Щербаковых состояла из пяти человек, жили они на шестнадцати квадратных метрах в коммунальной квартире на Опочининой улице на Васильевском острове. Окно комнаты выходило на Финский залив, по которому шли корабли, и Борис мечтал о том, что станет капитаном и будет путешествовать.
В 1963 году, в 12 лет Бориса отобрали на роль Глебки Прохорова в детском приключенческом фильме «Мандат». Как вспоминает сам актёр, за эту роль он получил 480 рублей, которые пригодились позже для оплаты услуг адвоката в связи с разбором судебного дела о ДТП на Невском проспекте, в котором его отец, работавший таксистом, сбил пешехода.
В 1967 году Борис окончил школу и попытался поступить в ЛГИТМИК, но не прошёл конкурс, отсеявшись на третьем туре. Несмотря на эту неудачу, он поступил в Институт культуры имени Крупской на режиссёрский факультет.
Через год Борис Щербаков узнал, что в Москве Павел Массальский будет набирать курс в Школу-студию МХАТ. Поскольку Борис давно мечтал учиться именно у Массальского, он решил всё бросить и ехать попытать счастья в Москву. Декан института всё же смог настоять на том, чтобы Борис сдал сессию. Отправившись в Москву с задержкой (из-за сдачи сессии), Борис с ужасом узнал, что экзамены уже закончены — из-за того, что театр уезжал на гастроли в Японию, экзамены провели на неделю раньше.
Борис Васильевич вспоминает:

«Терять мне было нечего, я ворвался в аудиторию, где заседали преподаватели, и заорал: „Пал Масалич! Я хочу у вас учиться!“. Мало того, что я устроил переполох, но ещё и перепутал отчество педагога. Все были в замешательстве. Но, видимо, то, что я при всех заявил, что хочу учиться у Павла Владимировича Массальского, польстило известному педагогу, он прослушал меня и принял. Через несколько дней я уже занимался переводом из ленинградского института в Школу-студию МХАТ».

Во время учёбы в школе-студии Борис Щербаков каждую неделю на выходные ездил зайцем в Ленинград в общем вагоне пассажирского поезда. По ночам он подрабатывал машинистом моечной машины на станции метро «Проспект Маркса» (ныне «Охотный Ряд»).

### Карьера
В 1972 году Борис окончил школу-студию при МХАТ и в том же году стал актёром МХАТа. Первой его работой в новом качестве стала роль Саньки в постановке «Сталевары».
В 1996 и 1997 году снимался в клипах певицы Любови Успенской «Карусель» и «Пропадаю я».
В 1997 году — ведущий документального фильма об истории футбола «Из века в век на футбольном шаре» («Век российского футбола»).
В 2003 году Борис Щербаков уволился из МХТ имени А. П. Чехова.
В 2007 году Борис и Василий Щербаковы сняли фильм «Сапёры». 
С января 2007 по май 2014 года — ведущий «Доброго утра» на «Первом канале». 
С сентября 2015 года по сентябрь 2021 года — ведущий программы «Последний день» на телеканале «Звезда».
С октября 2021 года по август 2024 года — ведущий программы «Главный день» на телеканале «Звезда».
В апреле 2009 года Москве во Всероссийском музее декоративно-прикладного и народного искусства состоялась его персональная художественная выставка. В экспозиции были представлены 12 произведений, сделанных из дерева и металла.
Борис Щербаков увлекается чеканкой, металлопластикой, резьбой по дереву и в 2009 году был принят в Московский союз художников в секцию декоративно-прикладного искусства.
В субботу 16 января 2016 года ток-шоу «Сегодня вечером» с Андреем Малаховым на «Первом канале» было посвящено Борису Щербакову.
9 января 2019 года был гостем ток-шоу Бориса Корчевникова «Судьба человека» на телеканале «Россия-1».
10 и 11 января 2022 года Борис Щербаков вновь был героем программы «Судьба человека» с Борисом Корчевниковым вместе с супругой Татьяной Бронзовой.
С 3 ноября 2023 года — соведущий Элеоноры Филиной в программе «Хорошие песни» на канале «ТВ Центр».
С 18 января 2025 года — ведущий программы «Любовь на линии огня» на телеканале «Звезда».

### Личная жизнь
Жена Бориса Щербакова — актриса, писатель, заведующая труппой МХАТа 1991—2001 годы Татьяна Бронзова. Познакомились и поженились во время учёбы в школе-студии МХАТ.
- Сын Бориса и Татьяны — Василий (род. 1977), окончил МГУ, юрист; в 2006 году окончил режиссёрский факультет ВГИКа.

## Работы

### Театр
МХАТ имени А. П. Чехова
- Первая роль — Санька в «Сталеварах» Г. Бокарева (1972, реж. О. Ефремов). Затем на протяжении тридцати лет сыграно ещё несколько десятков ролей. Среди этапных в творчестве артиста следующие работы в спектаклях:
- Валентин — «Валентин и Валентина» М. Рощина (реж. О. Ефремов)
- Жариков — «Заседание парткома» А. Гельмана (реж. О. Ефремов)
- Крохин — «Уходя, оглянись» В. Володарского (реж. О. Ефремов)
- Момыш-улы — «Волоколамское шоссе» А. Бека (реж. В. Шиловский)
- Поэт — «Дорогие мои, хорошие» Б. Щербакова (реж. М. Апарцев)
- Влас — «Дачники» М. Горького (реж. В. П. Салюк)
- Черкун — «Варвары» М. Горького (реж. О. Ефремов)
- Лопахин — «Вишнёвый сад» А. Чехова (реж. О. Ефремов)
- Тригорин — «Чайка» А. Чехова (реж. О. Ефремов)
- Сарынцев — «И свет во тьме светит» Л. Толстого (реж. В. Долгачёв)

Московский Новый драматический театр
- «Профессионалы победы» А. Гельмана. Режиссёр: Вячеслав Долгачёв — Олег Петрович Дубов, Владимир Федюнин

Антрепризы
- Он — «Двое с большой дороги» В.Мережко (частная антреприза, реж. А. Житинкин, 1997 г.)
- Альфредо — «Призраки». Э. де Филиппо (частная антреприза, 2000 г.)
- Марио — «Искушение». А. Николаи (Театральное агентство «Арт-партнёр XXI», реж. В. Ахадов, 2000 г.)
- Мужчина — «Свободная пара». Дарио Фо, Франка Раме (Театральное агентство «Арт-партнёр XXI», реж. Б. Мильграм, 2003 г.)
- Актёр — «Не отрекаются любя». М. Полищук (Театральное агентство «ЛеКур», реж. Т. Догилева, 2003 г.)
- Джек — «Дама ждёт, кларнет играет…». Майкл Кристофер, Михаил Мишин (Творческое объединение «Дуэт», реж. Т. Догилева, 2004 г.)
- Виктор Перегудов — «Пусть говорят». О. Анохина (Современный театр антрепризы, реж. О. Анохина, 2010 г.)
- Гришаня — «Заложники любви». Н. Демчик (продюсерский центр «Руссарт», реж. Г. Шапошников, 2010 г.)
- Мишель — «Всё сначала». А. Ро (Театральное агентство «Арт-партнёр XXI», реж. А. Житинкин, 2011 г.)
- Борис — «Подкаблучники». Миро Гавран (Театральное агентство «Арт-партнёр XXI», 2015 г.)

### Фильмография
1. 1963 — Мандат — Глебка Прохоров
2. 1968 — Снегурочка — отрок (нет в титрах)
3. 1972 — Тихие берега — Сашко
4. 1973 — Берега — Семён Петухов
5. 1974 — Я служу на границе — рядовой Дмитрий Седых
6. 1975 — Шаг навстречу — Вовка Монастырёв
7. 1975 — Долгие вёрсты войны — Овсеев
8. 1975 — Одиннадцать надежд — Володя Бабочкин
9. 1975 —  Момент истины (В августе 44-го…) — Синцов... (не был завершен)
10. 1976 — Такая она, игра — Женя Синицын[10]
11. 1976 — Эти непослушные сыновья — Андрей Ермаков
12. 1977 — И снова Анискин — загулявший матрос-речник Иван Григорьев
13. 1977 — И это всё о нём — певец
14. 1977 — Миг удачи — Сергей Максимов
15. 1977 — Приехали на конкурс повара — Володя Козлов
16. 1978 — Исчезновение — профессор Богачёв
17. 1978 — Трасса — Аркадий Воеводин
18. 1978 — Подарок чёрного колдуна — Иван
19. 1979 — День свадьбы придётся уточнить — Сергей Петрович Шитов
20. 1979 — Задача с тремя неизвестными — Борис Копылов
21. 1979 — Следствие ведут ЗнаТоКи. Подпасок с огурцом — Зыков
22. 1979 — С любимыми не расставайтесь — Вадим
23. 1980 — Старый Новый год — студент
24. 1980 — Через тернии к звёздам — штурман Эдуард Колотун
25. 1980 — Белый ворон — Толик
26. 1981 — От зимы до зимы — Николай Шкуратов
27. 1981 — Крик тишины — Семён Шмелёв
28. 1982 — День рождения — Акимов
29. 1982 — Случай в квадрате 36-80 — майор Геннадий Волк, командир экипажа авиатанкера
30. 1982 — Никто не заменит тебя — Валера
31. 1983 — Берег — лейтенант Вадим Никитин
32. 1983 — Ленин. Страницы жизни — от Алексея Павловича Скляренко марксиста  (документальный)
33. 1983 — Экзамен на бессмертие — Анисимов
34. 1984 — Гостья из будущего — Иван Сергеевич, сотрудник Института времени
35. 1985 — Берега в тумане — Константин Галицкий
36. 1985 — Битва за Москву — генерал Романов
37. 1985 — Валентин и Валентина — Саша Гусев
38. 1985 — Друзей не выбирают — Мирон
39. 1985 — Воскресный папа — Пётр
40. 1985 — Мяч круглый, мяч овальный — регбийный тренер[11]
41. 1985 — Завещание — Виктор
42. 1985 — Полевая гвардия Мозжухина — Василий Потапович Макаров
43. 1985 — Слушать в отсеках — Филипп и Николай Логиновы
44. 1986 — Без срока давности — Столяров
45. 1986 — Выкуп — Анатолий
46. 1986 — Пётр Великий (США) — полковник Нечаев
47. 1987 — Лиловый шар — профессор Селезнёв
48. 1987 — Выбор — сотрудник КГБ
49. 1987 — Испытатели — Олег Константинович Костомаров
50. 1988 — Аэлита, не приставай к мужчинам — инспектор
51. 1988 — Воры в законе — Андрей
52. 1988 — Дорога в ад — Корнеев
53. 1988 — Отцы — Новиков
54. 1988 — Пилоты — лётчик Алексей Алексеевич Лежнёв
55. 1989 — Торможение в небесах — Александр Васильевич Попов
56. 1989 — Закон — Юрий Кудрявцев
57. 1989 — Криминальный квартет — Пётр Сараев
58. 1990 — Десять лет без права переписки — Михаил
59. 1990 — Взбесившийся автобус — Борис Васильевич, работник МИД
60. 1990 — …По прозвищу «Зверь» — Алик
61. 1991 — Плащаница Александра Невского — Вася Копылов
62. 1991 — Влюблённый манекен — отец
63. 1991 — Мой лучший друг, генерал Василий, сын Иосифа — Сева Багров
64. 1991 — Дом свиданий — Сергей Грачёв
65. 1992, вышел в 2006 — Тихий Дон — Степан Астахов
66. 1992 — «Каир-2» вызывает «Альфу» — Александр Андреев
67. 1992 — Мужской зигзаг — полковник
68. 1992 — Одна на миллион — Борис Кузнецов
69. 1992 — Непредвиденные визиты — Селиванов
70. 1993 — Монстры — Борис
71. 1993 — Кодекс бесчестия — Павел Целко
72. 1993 — Старые пластинки  — филофонист / музыкант
73. 1994 — Белый праздник — психотерапевт
74. 1994 — Третий не лишний — Борис
75. 1994 — С ума сойти! — Борис Ильич, директор школы, путешественник во времени
76. 1994 — Приговор — Люк Эдам
77. 1994 — Жених из Майами — Авдеев
78. 1994 — Волшебник Изумрудного города — Дин Гиор, стражник Изумрудного Города
79. 1995 — Авантюра — Олег Никитин («Лимон»)
80. 1996 — Барханов и его телохранитель — уголовник по кличке «Писатель»
81. 1996 — Привет, дуралеи! — Федя Илялин
82. 1996 — Королева Марго — Бэм
83. 1996 — Старые песни о главном 2 — ухажёр
84. 1998 — Примадонна Мэри — Борис
85. 1998 — Когда все свои — Борис
86. 1998 — Юкка — Шеф любитель стихов
87. 1998 — Развязка Петербургских тайн — Шиншеев
88. 1998 — Хочу в тюрьму — Олег Иванович
89. 1998 — Чехов и Ко — Николай Евграфович / Алексей Фёдорович Восьмёркин
90. 1999 — Ультиматум — Борис
91. 1999 — Поклонник — следователь
92. 1999 — Д.Д.Д. Досье детектива Дубровского — Павел Хромов, бывший сотрудник ФСБ
93. 2000 — День святого Валентина — Борис
94. 2000 — Марш Турецкого — Никольский
95. 2001 — Идеальная пара — Перов
96. 2001 — Ростов-Папа — Курзенко
97. 2001 — Люди и тени. Секреты кукольного театра — Виктор Аристов
98. 2001 — Любовница из Москвы — Сергей
99. 2001 — Удар Лотоса — отец Оли
100. 2001 — Часы без стрелок — сосед
101. 2001 — 2006 — Сыщики — Арсений Петрович Колапушин
102. 2002 — Кодекс чести — следователь
103. 2002 — Следствие ведут ЗнаТоКи. Третейский судья — Зыков
104. 2002 — Следствие ведут ЗнаТоКи. Пуд золота — Зыков
105. 2003 — Убойная сила 4 — доктор Дубровский
106. 2003 — Белое золото — Попов
107. 2003 — А поутру они проснулись — Николай Пилипенко
108. 2003 — Леди Мэр — Кочет
109. 2003 — Люди и тени 2. Оптический обман — Виктор Аристов
110. 2003 — Операция «Цвет нации — водитель поливальной машины
111. 2003 — Русские амазонки 2 — Боря Ильин осветитель
112. 2004, 2006 — 2007 — Солдаты 1—2, 6-13 — полковник / генерал-майор Павел Бородин
113. 2004 — Стилет 2 — Степанов
114. 2004 — Стервы, или Странности любви — Саша
115. 2005 — Евлампия Романова. Следствие ведёт дилетант 2 — Кондрат Разумов, писатель-детективщик
116. 2005 — Девять неизвестных — директор ФСБ
117. 2005 — Звезда эпохи — Фадеев
118. 2005 — Мальчишник, или Большой секс в маленьком городе — Сергей
119. 2005 — Осторожно, Задов! — полковник, начальник отделения милиции № 69
120. 2005 — Пари — Михаил Андреевич
121. 2005 — Самая красивая — отец Нонны
122. 2005 — Верёвка из песка — генерал
123. 2005 — Тайная стража — директор ФСБ
124. 2006 — Туристы — камео
125. 2006 — Четвёртая группа — Костя, отец Ирины
126. 2006 — Грозовые ворота — генерал, позывной «Терек»
127. 2006 — Любовь как любовь — Вадим Прорва
128. 2006 — Старая подруга — Семён, отец Вари
129. 2007 — Закон и порядок. Преступный умысел — бомж
130. 2007 — Джоконда на асфальте — бомж с огнетушителем
131. 2007 — Репортёры — Вадим Борисович Марков
132. 2007 — Сильнее огня — Григорий, старшина
133. 2007 — Сапёры — Валерий Трофимов
134. 2007 — 2008 — Дело было в Гавриловке — майор Алексей Петрович Завьялов, начальник ОВД
135. 2008 — Моя любимая ведьма — колдун Антон
136. 2008 — Бородин. Возвращение генерала — Павел Терентьевич Бородин
137. 2008 — Ни шагу назад — Пётр
138. 2008 — Разведчики — Кузнецов, полковник (а затем генерал) ГРУ
139. 2008 — Разрешите тебя поцеловать — генерал-лейтенант Лазарев
140. 2008 — Почтальон
141. 2008 — Воротилы. Быть вместе — генерал Соболев
142. 2008 — Королева — Борис Олегович
143. 2008 — Сила притяжения — Юрковский
144. 2008 — Чемпион — Николай Чернышёв
145. 2009 — Катя — Алексей Шумилин
146. 2009 — Высший пилотаж — Игорь Волохов
147. 2009 — История лётчика — Обухов
148. 2010 — Анжелика — Матвей
149. 2010 — Пуля-дура 4 — Игорь Лебедев
150. 2010 — Дворик — Кирилл Нефёдов
151. 2010 — Исполнительный лист — судья Морозов
152. 2010 — 2012 — Военная разведка — Виктор Андреевич Корнеев, полковник
153. 2011 — Жуков — Михаил Пилихин
154. 2011 — Катя. Продолжение — Алексей Шумилин
155. 2011 — Правила маскарада — адвокат Алексей Иванович Ермаков
156. 2012 — Береговая охрана — Левитин, капитан 3-го ранга
157. 2012 — Икона — Егор Дмитриевич
158. 2012 — Приказано женить — комдив
159. 2012 — Клубничный рай — Василий Трёшкин
160. 2012 — Яблочный спас — Василий Трёшкин
161. 2012 — Обменяйтесь кольцами — Евгений Лесин
162. 2012 — Разрешите тебя поцеловать… снова — генерал-лейтенант Лазарев
163. 2012 — Средство от смерти — актёр
164. 2013 — Легенда № 17 — Борис, отец Валерия
165. 2013 — Мама-детектив (1-я серия) — Александр Александрович Громов, начальник отдела по расследованию особо тяжких преступлений
166. 2013 — Мститель — Анохин
167. 2013 — Разрешите тебя поцеловать… на свадьбе — генерал-лейтенант Лазарев
168. 2013 — Трое в Коми — Ипполит
169. 2013 — Приказано родить — Лобанов (не был завершён)
170. 2014 — Алхимик. Эликсир Фауста — Евгений Игнатьевич, сотрудник ГРУ
171. 2014 — Овечка Долли была злая и рано умерла — дед Никиты
172. 2014 — Разрешите тебя поцеловать… отец невесты — генерал-лейтенант Лазарев
173. 2014 — След тигра — Гаврилов, генерал-майор МВД
174. 2014 — Сын ворона — Радомир
175. 2014 — Турецкий транзит — Павел Звонарёв
176. 2014 — Полный вперёд — мэр
177. 2015 — Узнай меня, если сможешь — Андрей Витальевич, отец Ильи
178. 2015 — Главный — Валентин Глушко
179. 2015 — Красная королева — Пётр Михайлович Лавров, генерал КГБ
180. 2015 — Счастье — это… (киноальманах) — Павел Андреевич
181. 2015 — Чума — Котов
182. 2015 — Серебряный разговор (короткометражка) — Николай Сергеевич
183. 2016 — 2018 — Семья Светофоровых — Степан Иванович Светофоров, дедушка
184. 2016 — Напарницы — Фёдор Иванович Жуков
185. 2017 — Крым — Пётр Васильевич, украинский полковник
186. 2017 — Наживка для ангела — Владимир Иванович Пантелеев
187. 2017 — Серебряный бор — Ракитин
188. 2018 — Команда Б — Антон Антонович Мельников-старший, дед Антона Мельникова, герой-космонавт (рекордсмен пребывания человека на орбите)
189. 2018 — Универ — камео (267 серия)
190. 2018 — Мама — директор школы
191. 2019 — Лев Яшин. Вратарь моей мечты — водитель автобуса Мироныч
192. 2019 — Гадалка — Константин Юрьевич, генерал полиции
193. 2019 — Спасти Ленинград — начальник штаба
194. 2019 — Перелётные птицы — Захар
195. 2020 — Похищенный — Борис
196. 2020 — Андреевский флаг — Борис Акимович Шибаев, депутат
197. 2020 — Инкубатор — Виктор
198. 2020 — Миленький ты мой — Илья Ильич Ермолин
199. 2020 — Катя и Блэк — Иван Валентинович Шустов, актёр
200. 2020 — Народное ополчение
201. 2020 — Старые кадры — Георгий Бархатов
202. 2021 — Некрасивая подружка. Чёрный кот — Андрей Михайлович
203. 2021 — Некрасивая подружка. Дело о четырёх блондинках — Андрей Михайлович
204. 2021 — Некрасивая подружка. Любовный квадрат — Андрей Михайлович
205. 2021 — Некрасивая подружка. Эффект бабочки — Андрей Михайлович
206. 2021 — Московская мыльная опера — Андрей Михайлович
207. 2022 — Детектив на все руки. Девичьи секреты — Борис Ильич
208. 2022 — Детектив на все руки. Утром проснутся не все — Борис Ильич
209. 2022 — Закон бумеранга — Михаил Громов
210. 2022 — Обоюдное согласие — Андрей Алексеевич Доринов
211. 2022 — Неверов — Громов
212. 2023 — Дом Светофоровых — Степан Иванович Светофоров, дедушка
213. 2023 — Тут все свои[12] — Аркадий
214. 2023 — Гусар 2
215. 2023 — Ёлки 10 — Геннадьич
216. 2024 — Зло — Филин
217. 2024 — Купидоны
218. 2024 — Федя. Народный футболист — Николай Петрович Старостин

### Телеспектакли
1. 1974 — В восемнадцать мальчишеских лет — курсант
2. 1977 — Заседание парткома — Толя Жариков
3. 1978 — Приказ номер один — Бардин
4. 1978 — Стойкий туман — Трофим
5. 1979 — Дачники — Влас Михайлович
6. 1981 — С любовью к женщине — камео
7. 1981 — Тёплое место — Абрамов
8. 1981 — Уходя, оглянись — Борис Крохин
9. 1982 — Возчик Геншель — Абрамов
10. 1984 — Я за тебя отвечаю
11. 1984 — Волоколамское шоссе — старший лейтенант Бауыржан Момышулы
12. 1986 — Революцией призванный
13. 1988 — Дорогие мои, хорошие — поэт

### Киножурнал «Фитиль»
1. 1980 — Бездельник поневоле №215

### Дублирование
1. 1990 — Враг народа — Бухарин — Андрей Януарьевич Вышинский (Лазарев, Евгений Николаевич)
2. 1991 — Гудзонский ястреб — Эдди Хоукинс (Брюс Уиллис)
3. 1991 — Гангстеры в океане — Стюарт Дональд (Петерис Гаудиньш)
4. 1993 — Некуда бежать — Сэм Джиллен (Жан-Клод Ван Дамм)
5. 1993 — На расстоянии удара — детектив Том Харди (Брюс Уиллис)
6. 1994 — Уличный боец — Уильям Гайл (Жан-Клод Ван Дамм)
7. 1996 — Максимальный риск — Ален Моро / Михаил Суверов (Жан-Клод Ван Дамм)
8. 2002 — Машина времени — моторист (Джош Стэмберг)
9. 2006 — Эдисон — частный сыщик Левон Уоллас (Кевин Спейси)
10. 2015 — Богатырша (мультфильм) — князь

### Телевидение
- Программа «Голубой огонёк 1982 (ко Дню 8 Марта)» — соведущий с Александром Паррой и Вадимом Ледогоровым.
- Программа «Доброе утро» на Первом канале (январь 2007 — 27 мая 2014) — ведущий[7][13].
- Программа «Последний день» на телеканале «Звезда» (18 сентябрь 2015 — 29 сентября 2021) — ведущий.
- Программа «Главный день» на телеканале «Звезда» (6 октября 2021 — 24 августа 2024) — ведущий.
- Программа «Хорошие песни» на телеканале «ТВ Центр» (с 3 ноября 2023 года) — соведущий с Элеонорой Филиной.
- Программа «Любовь на линии огня» на телеканале «Звезда» (с 18 января 2025) — ведущий[14].

### Реклама
- 2009 — «Совкомбанк»[15]
- 2017 — автомобили «УАЗ»

### Выставки
- 2005 — Российский фонд культуры
- 2009 — «Другая грань таланта» Всероссийский музей декоративно-прикладного и народного искусства

## Общественная позиция
В марте 2022 года подписал обращение в поддержку вторжения России на Украину. В мае 2022 года Латвия запретила Щербакову въезд в страну из-за поддержки вторжения и оправдывания российской агрессии.

## Признание и награды
- Заслуженный артист РСФСР (23 января 1985 года)[18].
- Народный артист Российской Федерации (26 мая 1994 года) — за большие заслуги в области театрального искусства[2].
- Орден Почёта (19 мая 2020 года) — за большой вклад в развитие отечественной культуры и искусства, многолетнюю плодотворную деятельность[19].
- Орден Дружбы (23 октября 1998 года) — за многолетнюю плодотворную деятельность в области театрального искусства и в связи со 100-летием Московского Художественного академического театра[20].
- Лауреат Государственной премии СССР (1985, за участие в фильме «Берег»).
- Премия ФСБ России (2016 год)[21].